# Jeison Ossa (actor colombiano)
Jeison Ossa (nacido el 12 de junio de 1993 en Yotoco, Valle del Cauca, Colombia) es un actor colombo-español radicado en Cantabria, España. En junio de 2022 ha sido galardonado en la categoría mejor Actor de reparto en los Tietê International Film Awards de Brasil, por su actuación en la película española El hambre de invierno. El sitio IMDb también ha destacado sus participaciones en To Be Free (2013) e Infinito (2014) también tuvo una pequeña participación en la serie La verdad (serie de televisión española) emitida en telecinco.

## Reseña biográfica
Originario del municipio de Yotoco, Valle del Cauca, Colombia, descubrió a muy temprana edad su gusto por la actuación. Inició sus estudios en actuación en la compañía de teatro “La Odisea” del dramaturgo caleño Roberto Andrés Lozano con apenas 15 años. Posterior a ello, en 2009, continuó su formación en la escuela de teatro, cine y TV en El Estudio de Actores de Cali, del actor John Mario Rivera. Luego de su participación en una serie local llamada Sin fronteras, rodada en Cali y que se transmitió en Ecuador. En el año 2011 se radicó en España para continuar su carrera profesional.
En España tuvo participaciones en cortometrajes como Inmóvil de Paco Ibáñez que se estrenó en la Filmoteca de Cantabria en 2014. Y en el cortometraje El mar y yo de José Berros, que llegó a proyectarse en Miami. . Tuvo una participación en un episodio de la serie La verdad que se transmitío por Telecinco en 2018. En 2021 el film El hambre de invierno preestrenado en 2021, le reservó su primer reconocimiento internacional, siendo ganador de la categoría best suporting actor featuring film en el Tietê International Film Awards de São Paulo, Brasil.

## Filmografía[14][15]
| Título                | Categoría    | Participación         | Año  |
| --------------------- | ------------ | --------------------- | ---- |
| Diciembre             | Cortometraje | Actor                 | 2024 |
| El hambre de invierno | Película     | Coprotagonista        | 2021 |
| Impulsos              | Cortometraje | Actor                 | 2019 |
| La verdad             | Serie        | Aparición T1. E8      | 2018 |
| Entre líneas          | Cortometraje | Figuración            | 2015 |
| El mar y yo           | Vídeo arte   | Actor                 | 2014 |
| Inmóvil               | Cortometraje | Coprotagonista        | 2014 |
| Así fue               | Cortometraje | Actor                 | 2013 |
| To be free            | Cortometraje | Segundo director      | 2013 |
| Sed de amor           | Cortometraje | Asistente de director | 2013 |
| Sin prisa             | Videoclip    | Actor                 | 2012 |

## Distinciones y reconocimientos
| película              | nominación                           | Festival                        | resultado | año  |
| --------------------- | ------------------------------------ | ------------------------------- | --------- | ---- |
| El hambre de invierno | Best Supporting Actor Featuring Film | Tietê International Film Awards | Ganador   | 2022 |